# Бакнер, Симон Боливар
Симон Боливар Бакнер — старший (англ. Simon Bolivar Buckner; 1 апреля 1823 — 8 января 1914) — американский военный деятель, воевавший в Американо-мексиканской войне на стороне США и в Гражданской войне в США на стороне Конфедерации. Позднее он был 30-м губернатором штата Кентукки.

## Ранние годы
Бакнер родился в отцовском имении «Glen Lily», близ Манфордвилля, в штате Кентукки. Он был третьим ребёнком в семье и вторым сыном Эйлетта Хартсвелла и Элизабет Энн Морхэд. Своё имя он получил в честь венесуэльского героя Симона Боливара. В 9 лет он поступил в частную школу в Манфордвилле, где сдружился с Томасом Вудом. В 1838 году его отец переехал в округ Мюленберг, где основал железодобывающую корпорацию. Бакнер поступил в школу в Гриннвилле, а потом в семинарию в Хопкинсвиле. В 1840 году Бакнер поступил в академию Вест-Пойнт, которую окончил 11-м по успеваемости в классе 1844 года. Он получил временное звание второго лейтенанта 2-го пехотного полка. Его направили в гарнизон на озере Онтарио, но 28 августа 1845 года он вернулся в академию и стал преподавать географию, историю и этику.

## Мексиканская война
Он оставил преподавание во время Американо-мексиканской войны, поступив на службу в действующую армию и участвуя во многих крупных сражениях этой кампании. В 1855 году Бакнер вышел в отставку для управления недвижимым имуществом своего тестя в Чикаго (штат Иллинойс).

## Межвоенный период
В 1857 году он вернулся в свой родной штат Кентукки и в 1861 году был назначен генерал-адъютантом губернатора Берии Магоффина и командующим милицией штата. На этих постах Бакнер попытался обеспечить соблюдение штатом Кентукки нейтралитета в первые дни Гражданской войны.

## Гражданская война
Когда нейтралитет штата был нарушен, Бакнер присоединился к армии Конфедерации, отклонив подобное предложение со стороны армии Союза. Он участвовал в неудачном вторжении Брэгга Брэкстона в Кентукки, а в 1862 году стал начальником штаба у Эдмунда Кирби-Смита в Транс-Миссисипском департаменте. Но в том же 1862 году Бакнер принял условия безоговорочной капитуляции генерала Улисса Гранта в сражении за форт Донелсон. Он стал первым генералом Конфедерации, сдавшимся в войне.

## После войны
В первые годы после войны Бакнер стал активно участвовать в политике. Он был избран губернатором штата Кентукки в 1887 году. Это была его вторая кампания в попытке получить эту должность. В период его полномочий произошло несколько вооружённых распрей в восточной части штата — в том числе клановая вражда Хаттфилдов и Маккоев и война в графстве Роуэн. Его администрация была поражена скандалом, который разразился, когда государственный казначей Джеймс Тейт по прозвищу «Честный Дик» скрылся с 250 000 долларов. Как губернатор Бакнер получил известность за большую любовь к применению права вето. Только в одной сессии законодательного собрания он использовал больше вето, нежели предыдущие десять губернаторов вместе взятые.
В 1895 году он сделал неудачную попытку получить место в Сенате США. В следующем году он вступил в Национально-демократическую партию, которая выступала за политику твёрдой валюты. Он был кандидатом в вице-президенты от этой партии на выборах 1896 года, но за кандидата в президенты от этой партии, Джона Палмера, проголосовал лишь 1 % избирателей. Бакнер никогда больше после этого не стремился занять государственный пост, и умер от уремического отравления 8 января 1914 года.